# Nudo disteso con cuscino blu
Nudo disteso con cuscino blu è un dipinto a olio su tela (60,1x92,1 cm) realizzato nel 1916 dal pittore italiano Amedeo Modigliani.
Fa parte di una collezione privata. È uno dei numerosi nudi che hanno caratterizzato la produzione di Modigliani.